# العلاقات البوروندية البوليفية
العلاقات البوروندية البوليفية هي العلاقات الثنائية التي تجمع بين بوروندي وبوليفيا.

## مقارنة بين البلدين
هذه مقارنة عامة ومرجعية للدولتين:
| وجه المقارنة                                              | بوروندي                                    | بوليفيا                                          |
| --------------------------------------------------------- | ------------------------------------------ | ------------------------------------------------ |
| المساحة (كم2)                                             | 27.83 ألف                                  | 1.10 مليون                                       |
| عدد السكان (نسمة)                                         | 10.86 مليون                                | 11.05 مليون                                      |
| الكثافة السكانية (ن./كم²)                                 | 390.23                                     | 10.05                                            |
| العاصمة                                                   | بوجومبورا، جيتيغا                          | سوكري، لاباز                                     |
| اللغة الرسمية                                             | اللغة الكيروندية، لغة فرنسية، لغة إنجليزية | اللغة الإسبانية، اللغة الأيمرية، كتشوا، غوارانية |
| العملة                                                    | فرنك بوروندي                               | بوليفاريو بوليفي                                 |
| الناتج المحلي الإجمالي (بليون دولار)                      | 3.48 مليار                                 | 37.51 مليار                                      |
| الناتج المحلي الإجمالي (تعادل القوة الشرائية) بليون دولار | 8.13 مليار                                 | 74.58 مليار                                      |
| الناتج المحلي الإجمالي الاسمي للفرد دولار أمريكي          | 277                                        | 3.08 ألف                                         |
| الناتج المحلي الإجمالي للفرد دولار أمريكي                 | 77                                         | 6.63 ألف                                         |
| مؤشر التنمية البشرية                                      | 0.400                                      | 0.662                                            |
| رمز المكالمات الدولي                                      | +257                                       | +591                                             |
| رمز الإنترنت                                              | .bi                                        | .bo                                              |
| المنطقة الزمنية                                           | ت ع م+02:00                                | 00                                               |

## منظمات دولية مشتركة
يشترك البلدان في عضوية مجموعة من المنظمات الدولية، منها:
| علم المنظمة | اسم المنظمة                        | تاريخ انضمام بوروندي | تاريخ انضمام بوليفيا |
| ----------- | ---------------------------------- | -------------------- | -------------------- |
|             | الاتحاد البريدي العالمي            | ?                    | ?                    |
|             | مؤسسة التنمية الدولية              | 28 سبتمبر 1963       | 21 يونيو 1961        |
|             | منظمة حظر الأسلحة الكيميائية       | ?                    | ?                    |
|             | منظمة التجارة العالمية             | 23 يوليو 1995        | 12 سبتمبر 1995       |
|             | الأمم المتحدة                      | 18 سبتمبر 1962       | 14 نوفمبر 1945       |
|             | وكالة ضمان الاستثمار متعدد الأطراف | 10 مارس 1998         | 3 أكتوبر 1991        |
|             | منظمة الشرطة الجنائية الدولية      | ?                    | ?                    |
|             | مؤسسة التمويل الدولية              | 28 نوفمبر 1979       | 20 يوليو 1956        |
|             | الاتحاد الدولي للاتصالات           | 16 فبراير 1963       | 1 يونيو 1907         |
|             | البنك الدولي للإنشاء والتعمير      | 28 سبتمبر 1963       | 27 ديسمبر 1945       |
|             | يونسكو                             | 16 نوفمبر 1962       | 13 نوفمبر 1946       |

## وصلات خارجية
- موقع وزارة الخارجية البوليفية